# Mouchão de Alhandra
O mouchão de Alhandra é um mouchão no rio Tejo pertencente à freguesia de Vila Franca de Xira, concelho de Vila Franca de Xira.
Em 2016, o mouchão foi posto à venda por 22 milhões de euros.